# Nicolaaskerk (Onstwedde)
De gotische Nicolaaskerk van Onstwedde in de Groningse gemeente Stadskanaal is gebouwd rond 1500. De ruim 41 meter hoge Juffertoren is zeker anderhalve eeuw ouder dan de kerk. Onstwedde behoorde - net als de rest van Westerwolde - tot 1568 kerkelijk tot het bisdom Osnabrück. Het wereldlijke gezag was in handen van de vorstbisschop van Münster. De pastoor werd benoemd door de abt van de Abdij van Corvey bij Höxter, die de keus in de praktijk echter overliet aan de parochianen.
De kerk was volgens recent onderzoek gewijd aan Jacobus de Meerdere, die voorkomt op meerdere pastoorszegels. In 1475 of 1476 is eenmalig sprake van Sunte Nicolaus der hilgen patronen tho Unswede, een heilige die ook op het zegel van Westerwolde uit 1402 voorkomt. Mogelijk was er echter sprake van een verwisseling met Vlagtwedde. Dat de kerk oorspronkelijk aan Nicolaas was gewijd, is onwaarschijnlijk, aangezien de Nicolaasverering pas opkwam in de 12e eeuw toen de kerk van Onstwedde vermoedelijk al langer bestond.
De kerk van Onstwedde vormde het centrum van een seenddistrict binnen het aartsdiakonaat Friesland, waartoe ook grote delen van het Emsland behoorden. Op grond daarvan mag worden aangenomen dat het huidige kerkgebouw een of meer voorlopers heeft gehad, waarvan de oudste uit de 10e of 11e eeuw moet hebben gedateerd.  Omstreeks 1150 wordt de kerk van Unsvede voor het eerst genoemd; het was toen nog de enige kerk in Westerwolde. Pastoor Gerardus Bol noemde zich in 1466 "kerckheer to Unswedde, deken in Vreslant". Hij gebruikte als zegel een afbeelding van Sint Pieter. De vicarius Herman nam in 1468 deze functie waar en gebruikte daarbij dat segel myns ampts der Dekenije.

## Geschiedenis
In de 15e eeuw hadden de pastoors van Onstwedde het dikwijls aan de stok met de familie Addinga, die Westerwolde namens de vorstbisschop van Münster en de abt van Corvey bestuurde. In 1474 werden de nieuw gekozen pastoor en diens plaatsvervanger in opdracht van Haye Addinga vermoord. De pastoor werd achter een paard gebonden en over de grond gesleept totdat hij stierf. Zijn collega werd vlak voor zijn vertrek naar Rome, waar hij hulp wilde zoeken, gedood, waarna zijn huis werd vernield. Het wangedrag van de familie Addinga leidde er uiteindelijk toe dat de zeggenschap over Westerwolde in handen kwam van de stad Groningen.
De overgang van het katholicisme naar het protestantisme in 1594 verliep in Onstwedde vrij geruisloos. Waarschijnlijk waren de pastoors al sinds het midden van de zestiende eeuw luthersgezind. Pastoor Albert Colters (ca. 1541 - ca. 1578) had als commissaris namens de hertog van Aremberg tevens de leiding van de geestelijke rechtspraak in Westerwolde. Na hem kwam Berent tho Unsde, die op zijn beurt in 1589 werd opgevolgd door lic. Johannes Mensynck (ov. 1606). Mensynk was tevens jurist. Omstreeks 1597 ging hij over tot de gereformeerde kerk, waarna hij zijn gemeente nog negen jaren diende. Vermoedelijk gaat het om de oud-pastoor van Meppen, Johannes Mensing, die in 1577 zijn ambt neerlegde na een conflict met het stadsbestuur. Hij was tevens kanunnik in Münster en gold als "het prototype van een lutherse kerkheer", die van alle walletjes at. De pastoor werd bijgestaan door een vicarius. Dit waren onder andere heer Herman (1566) en Henricus Stroet (1589).
Ook Mensynks opvolgers kwamen uit het Duitse grensgebied. Justinus Havenberg (1612-1615) was geboren in Wezel, Matthias Fabricius (1615-ca. 1619) was eerder luthers predikant te Holte-Lastrup (Emsland), maar werd in opdracht van de katholieke bisschop afgezet. Johannes Friderici (1619), die maar korte tijd bleef, was eveneens een vluchteling uit het prinsbisdom Münster. Johannes Fabricius (1619-ca. 1631/32) volgde zijn vader op; Johannes Henrici Francq (1633-1669) stamde mogelijk uit Oost-Friesland. Michael Borgesius (1670-1672) was de zoon van een immigrant uit Hamburg. Everwinus Molanus (1673-1711) groeide op in Sellingen, maar zijn vader stamde vermoedelijk uit Tecklenburg. Hij werd opgevolgd door zijn zoon Ernestus Molanus (1712-1734) en diens oomzegger Harbertus Molanus (1736-1768). Hermannus Beekhuis (1769-1774) kwam uit Groningen en werd later predikant in Emden en Bunde. Nicolaus Petri Ross (1775-1777) was geboren in Leer. Johannes Albertus Zeno Meiling (1778-1800) kwam uit Lingen. Pas met Adamus Oomkes (1800-1842), zoon van de predikant van Blijham, kreeg Onstwedde weer een voorganger die uit het Groningerland stamde.
In Duitsland hadden de lutheranen over het algemeen weinig problemen met katholieke overblijfselen in de kerk. Dat gold ook voor de inwoners van Onstwedde. Dit tot ergernis van de strenge calvinisten. Rond het midden van de 17e eeuw werd nog herhaaldelijk geklaagd over de aanwezigheid van "een scandaleus sacramen(t)shuijs", "een paeps altaer", een miskelk en uitsteeksels waarop eerder heiligenbeelden hadden gestaan. Herhaaldelijk beloofden de predikanten te "ijveren tegen de paepsche overblijfselen". Vooraanstaande inwoners pleitten bovendien voor het weer invoeren van de plechtige lijkpredicaties uit het verleden. Pas in 1682 bleek het altaar verwijderd te zijn. Vermoedelijk heeft men omstreeks deze tijd ook het doopvont afgevoerd.
Onstwedde kwam vrij laat in de greep van het piëtisme; vrome boeken als Het innige Christendom van Wilhelmus Schortinghuis waren rond 1800 nogal populair bij de boerenstand. Ds. Molanus (ov. 1768) was nog een verklaard tegenstander van deze stroming. Maar met de beroeping van ds. Beekhuis werden de bakens verzet. Omstreeks 1832 was er opnieuw sprake van onvrede over de predikant, die men onrechtzinnigheid verweet. Dit leidde tot de oprichting van een christelijk-gereformeerde gemeente. Sinds beroeping van de populaire predikant Henricus Eskelhoff Gravemeijer uit Midwolda in 1865 behoorde Onstwedde tot de bolwerken van de hervormde orthodoxie. De gemeente sloot zich later aan bij de Gereformeerde Bond binnen de Hervormde Kerk. De hervormde gemeente telde in 1983 2100 zielen, waaronder 1200 doopleden en 350 geboorteleden.

## Overleveringen
Volgens de overlevering zouden er in de provincie Groningen drie kerktorens gebouwd zijn door drie vrome zusters. In Onstwedde, Schildwolde en Holwierde. De laatste toren werd in 1806 verlaagd en stortte in 1836 geheel in en werd vervolgens in 1854 afgebroken. Nu resten er nog twee van de drie Juffertorens. Op de afbeelding: de Onstwedder Juffertoren met de Nicolaaskerk.
De legende gaat als volgt, volgens K. ter Laan in Groninger Volksleven:
Er waren eens drie schatrijke zusters die niets anders deden dan feesten en dansen. Op een gegeven moment gingen ze inzien dat zo'n leven toch wel erg leeg was. Ze zagen in dat ze met hun rijkdom niets goeds deden. Tot dan toe waren ze altijd bij elkaar geweest, maar nu besloten ze uit elkaar te gaan. En waar ieder uitkwam, daar bouwden ze een toren ter ere van God. En die torens moesten precies gelijk zijn. De eerste zuster kwam uit in Holwierde en bouwde daar een toren, de tweede zuster kwam uit in Schildwolde en bouwde daar haar toren, en de derde zuster kwam uit in Onstwedde. Daar staan drie torens die van ver te zien zijn en een lust voor de ogen te zijn.
Waarschijnlijk is de verklaring voor de naam Juffertoren heel wat prozaïscher. Een juffer is een lange dennenstam, die spits toeloopt. Naar analogie hiervan hebben dit soort smalle, hoogoplopende, spitstoelopende torens de naam Juffertoren gekregen.
Er bestaat ook een sage over de wijze waarop de stenen voor de bouw naar de bouwplaats werden getransporteerd:
De steenoven stond zo'n twee-en-een-halve kilometer verder op de Tichelberg bij Veenhuizen en het verhaal wil dat de stenen door mensen in een lange rij werden doorgegeven.

## Het interieur
- In de kerk staat een gotisch doopvont van Bentheimer zandsteen, vermoedelijk uit 1524. De gotische stijl en het gebruik van de volkstaal zijn daarmee echter in tegenspraak. Dit doopvont werd, nadat Onstwedde zich aansloot bij de Reformatie, uit de kerk verwijderd. Het kwam terecht in de buurtschap Veenhuizen, even ten zuidwesten van Onstwedde. Daar heeft het eeuwenlang dienstgedaan als drinkbak voor vee en waarschijnlijk ook als slijpsteen voor messen. In 1950 bood de toenmalige eigenaar het doopvont aan de kerk aan. Omdat het kerkbestuur het doopvont 'slechts' in de toren wilde plaatsen trok de eigenaar zijn aanbod in. In 1989 werd alsnog een afspraak gemaakt voor terugplaatsing in de kerk en in 1991 werden de eerste drie kinderen uit het oude doopvont gedoopt.[12]
- De eveneens uit de kerk verwijderde altaarsteen ligt buiten de kerk.
- Het orgel dateert uit 1984 en werd gebouwd door S.F. Blank.[1]

## Het portaal
Het portaal aan de noordzijde stamt uit 1713 en is gemaakt tijdens een restauratie van de kerk. Boven de deur zijn twee zandstenen gedenktekens geplaatst, de bovenste steen heeft een Hebreeuwse inscriptie: המקדש יהוה, dit betekent "Het heiligdom des HEEREN". De onderste steen heeft een inscriptie ter herinnering aan de restauratie: "Ernestus Molanus pastor anno 1713 den 14 Julius is kerk en toren hersteld. Timen Bertels werkbaas Jan Jacob Fecit".

## De toren
De 41,2 meter hoge toren met gemetselde spits dateert uit het midden van de 14e eeuw en stond oorspronkelijk los van de kerk. De huidige kerk werd hier pas anderhalve eeuw later tegenaan gebouwd. De toren heeft muren die plaatselijk een dikte hebben van twee meter. Vermoed wordt dat de toren ook is gebruikt als een verdedigingsmiddel. Waarschijnlijk hebben Onstwedders zich in deze toren teruggetrokken wanneer ze bedreigd werden. Rond de kerk en toren lag ook een gracht met ophaalbrug, wat ook wijst op deze functie.
De toren van de kerk lijkt scheef te staan, maar dat is gezichtsbedrog, veroorzaakt door de gedraaide kop van de toren. De lijnen van de achthoekige torenspits verlopen door de draaiing niet helemaal recht en wekken daardoor het beeld op van een scheve toren. Ook hierover bestaat een legende:
De opzichter had tijdens de bouw een meningsverschil met de juffer, die de opdracht tot de bouw van de toren had verstrekt. Hij moest bakzeil halen, maar nam wraak door middel van een bouwkundige truc, zodat alle geslachten na hem van zijn wraakneming konden genieten.

### De torenklokken
Tot 1697 heeft de toren van Onstwedde 3 klokken gehad. In 1697 is er één grote klok verkocht aan de hervormde kerk van Bellingwolde waar hij vervolgens is omgegoten voor een nieuwe klok.
Vanaf 1812 heeft de toren maar 1 luidklok. Deze klok is tijdens de Tweede Wereldoorlog door de Duitsers meegenomen en omgesmolten. In 1947 heeft de toren een nieuwe klok gekregen met het volgende opschrift:
De vijand heeft de oude klok genomen
in plaats daarvan ben ik gekomen.
Dat ik mag luiden als weleer,
de mens tot heil en God tot eer.

## Galerij

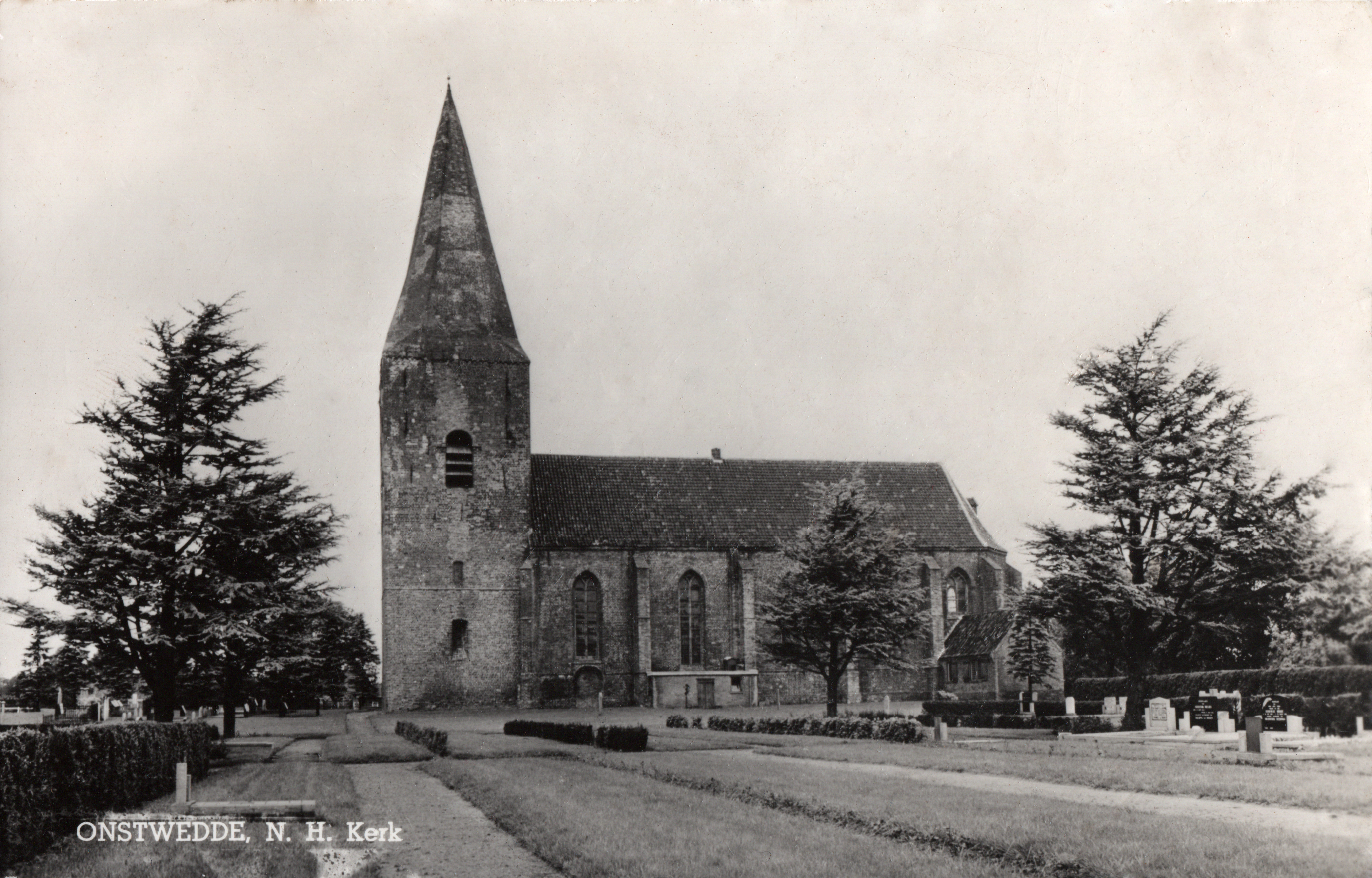